# Lucio Stellario d'Angiolini
Lucio Stellario d'Angiolini (Roma, 1918 – Albano Laziale, 1995) è stato un urbanista italiano.
È stato uno dei protagonisti più importanti ed originali dell'urbanistica italiana del dopoguerra. Docente presso la Facoltà di architettura del Politecnico di Milano.
All'interno della Facoltà, la sua influenza fu di grande rilevanza, in coordinamento con il professore Guido Canella.